# CGTN en francés
CGTN-Français es un canal de televisión de la CCTV que emite las 24 horas sólo en francés. Inició su programación el 1 de enero de 2004 con bloques en español y francés. El 1 de octubre el canal fue relanzado cambiando su imagen y sus programas totalmente en francés.
Entre sus programas, destacan los que promocionan China y sus artistas, pero también hay series, programas educativos e informativos.
El 1 de enero de 2022 a la medianoche o a las 00:00:00, hora de Beijing, marcó el día de Año Nuevo, CGTN French presentó oficialmente y se centró en programas de noticias, negocios, metropolitanos, de información y de actualidad y, después de todos los programas de series de televisión de China continental con audio en chino mandarín. Los subtítulos doblados y en francés finalmente se emitieron e integraron oficialmente en CCTV-8.

## Programas
- "Le journal" (informativo)
- "Le documentaire" (documentales)